# Rabensteiner Grund

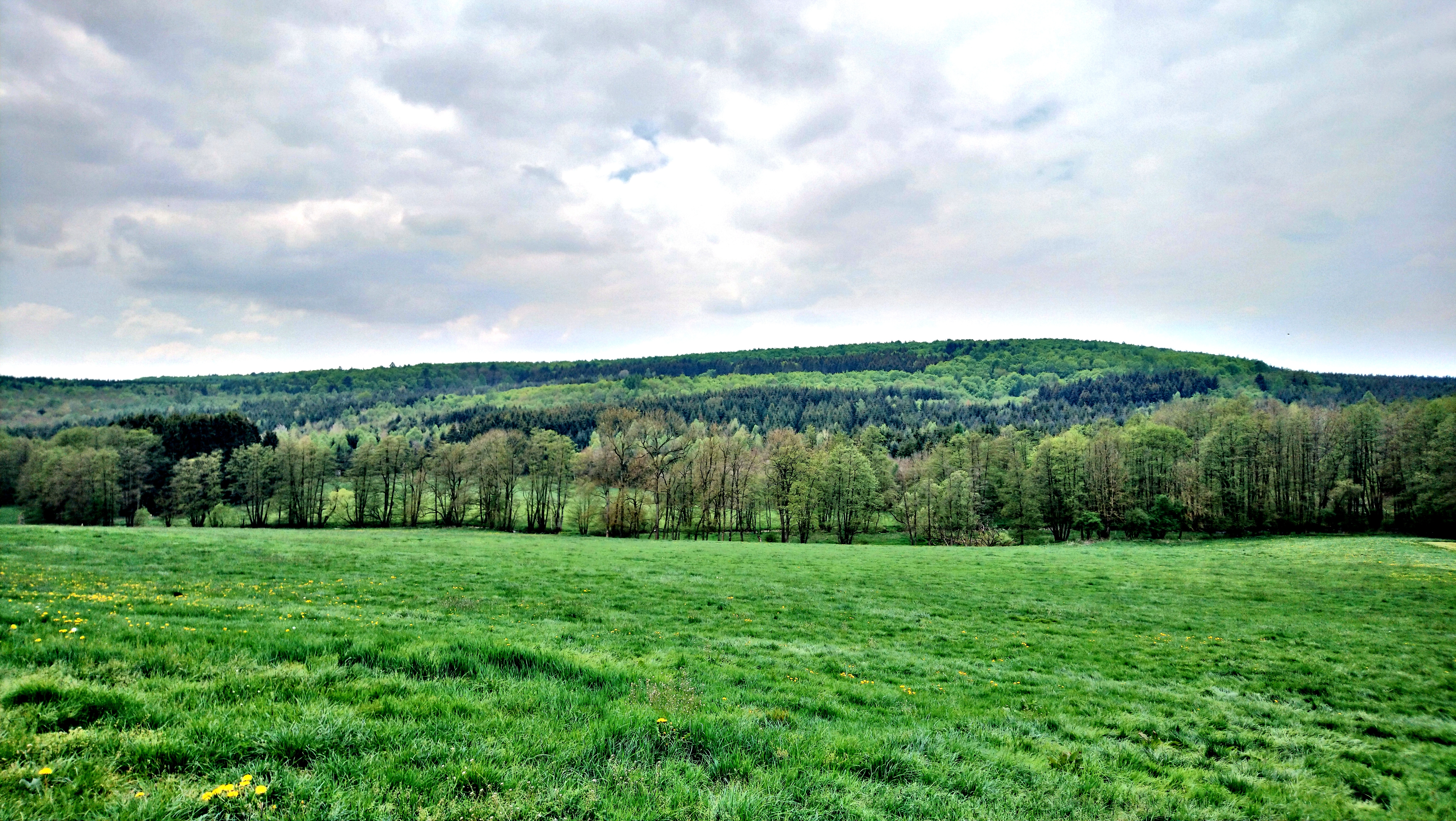
Naturschutzgebiet Rabensteiner Grund

Rabensteiner Grund ist ein Naturschutzgebiet auf dem Gebiet der Stadt Steinau an der Straße im Main-Kinzig-Kreis in Hessen. Das Naturschutzgebiet liegt südlich des Steinauer Stadtteils Rabenstein, südlich der Landesstraße L 3195 und westlich der L 3178 entlang der Salz.

## Bedeutung
Das 39,79 ha große Gebiet mit der Kennung 1435082 ist seit dem Jahr 1996 als Naturschutzgebiet ausgewiesen.